# Astronomy (Blue Öyster Cult)
Astronomy è un brano del gruppo hard rock Blue Öyster Cult, tratto dall'album Secret Treaties. È considerato dalla critica e dal pubblico uno dei migliori brani realizzati della band statunitense. 

## Il brano

### Storia
Il brano, della durata di 6 minuti e 13 secondi, è una ballata in crescendo, caratterizzata da un'introduzione pianistica. Fu pubblicato per la prima volta nell'album Secret Treaties del 1974; il loro secondo album dal vivo, Some Enchanted Evening del 1978, include una versione con un assolo di chitarra esteso, mentre una terza versione è inclusa nell'album Imaginos del 1988. Il brano è anche stato ri-registrato per la raccolta Cult Classic del 1994, in occasione della miniserie televisiva L'ombra dello scorpione, tratta dall'omonimo romanzo di Stephen King. Nel 2002 il brano è stato incluso nel live A Long Day's Night.
Joe Bouchard ne ha scritto la musica camminando su una spiaggia, sulla base del testo di Pearlman. L'arrangiamento è del fratello Albert

### Tema
Il testo del brano è basato su un poema di Sandy Pearlman, loro manager del tempo; poema che poi sarà alla base di molti altri pezzi del gruppo, soprattutto del loro album Imaginos. Narra di un umano controllato dagli alieni che viene fatto viaggiare nel tempo per andare a influenzare radicalmente la storia dell'umanità. Egli, nel testo del brano, prende coscienza della sua condizione.

## Cover
Il gruppo heavy metal Metallica ne ha realizzato una cover pubblicata nell'album Garage Inc. del 1998. Gli Arch Enemy hanno usato il ritornello per la loro canzone Pilgrim dall'album Burning Bridges, mentre la band di Albert Bouchard, i Brain Surgeons, ha registrato il brano per il loro album del 1997 Malpractise, con Deborah Frost alla voce solista. La band di Albert, dopo i Brain Surgeons, gli Ünderbelly, ha pubblicato nel 2011 una versione del brano con il cantante originale dei Soft White Underbelly, Les Braunstein, alla voce solista.

## Video
Un video musicale della versione del 1988 fu pubblicato da Sandy Pearlman nel Regno Unito. Il video non mostrava alcuna scena della band che suonava, concentrandosi invece sulla storia narrata dalla canzone. Stephen King, fan di lunga data dei Blue Öyster Cult, registrò una narrazione parlata per il video.